# فالای ساکو
فالای ساکو (زاده ۱ مه ۱۹۹۵) فوتبالیست اهل مالی است.

## حرفه باشگاهی
ساکو در ۱۷ فوریه ۲۰۱۶ در بازی مقابل اتلتیکو سی پی اولین بازی حرفه ای خود را در لیگ دسته دوم برای ویتوریا گیمارش B انجام داد.
در ۳۱ ژانویه ۲۰۲۲، آخرین روز از پنجره نقل و انتقالات پرتغالی، ساکو به سنت اتین قرض داده شد.

## حرفه بین‌المللی
ساکو اولین بازی ملی خود را برای تیم ملی مالی در یک بازی دوستانه ۱–۱ با ژاپن در ۲۳ مارس ۲۰۱۸ انجام داد.